# Jordon Ibe
Jordon Ashley Femi Ibe (Londres, 8 de dezembro de 1995) é um futebolista inglês que atua como ponta. Atualmente joga pelo Derby County.

## Carreira
Jordon assinou pelo Wycombe Wanderers em 2007 com 12 anos, depois de ser dispensado das camadas jovens do Charlton Athletic.

### Wycombe Wanderers
Jordon passou pela academia do Wycombe Wanderers, e fez seu primeiro jogo em 9 de agosto de 2011 no jogo da Copa da Liga Inglesa contra o Colchester United no Adams Park, como um substituto na prorrogação, aos 15 anos e 244 dias. No dia 15 de outubro entrou aos 90 minutos na vitória contra o Hartlepool United e se tornou o jogador mais novo do Wycombe a jogar pela Football League. Na temporada (no total, incluindo copas e amistosos), fez 11 jogos, marcando um gol.

### Liverpool

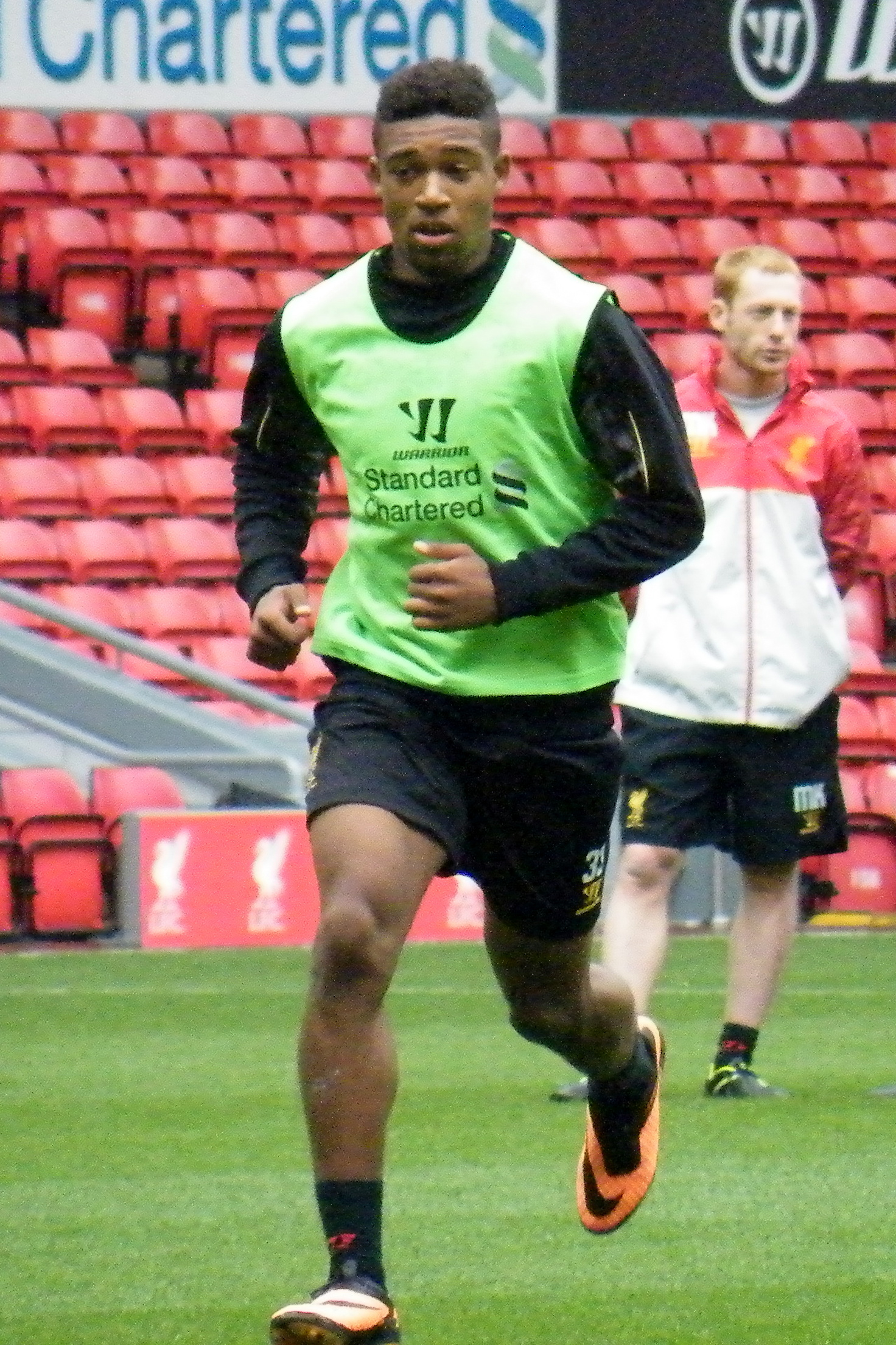
Jordon em 2013

Em 12 de dezembro de 2011, houve notícias de que Jordon havia assinado um pré-contrato com o Liverpool. No dia 20 de dezembro, o clube confirmou o acordo com o jogador, na época com 16 anos, por um preço não divulgado. De início, ficou pela equipe sub-18 do Liverpool.

#### 2012–13
No dia 16 de março de 2013, Ibe foi chamado para o banco no jogo da Premier League contra o Southampton. Três messes depois, mostrou boa qualidade de jogo em sua estreia na Premier League pelo Liverpool no último jogo da temporada, jogando no onze titular e dando a assistência para o gol de Philippe Coutinho na partida contra o Queens Park Rangers. Ele foi, entretanto, substituído aos 18 minutos do 2º tempo por Fabio Borini.

#### 2013–14
Para a temporada 2013–14, foi anunciado que Jordon vestiria a camisa de número 33, que era de Jonjo Shelvey antes de sua transferência para o Swansea City. Fez seu primeiro jogo no onze inicial em 27 de agosto, jogando por 120 minutos num jogo em que o Liverpool derrotou o Notts County por 4 a 2 depois da prorrogação na segunda ronda da Copa da Liga Inglesa. Em 8 de fevereiro de 2014, fez seu segundo jogo pelo clube, como um substituto aos 31' do segundo tempo, numa vitória por 5 a 1 contra o Arsenal.
Em 21 de fevereiro, foi emprestado ao Birmingham até o fim da temporada. Fez onze jogos, marcou o primeiro gol da vitória por 3 a 2 contra o Millwall, e deu a assistência para o gol nos acréscimos de Paul Caddis, no último dia da temporada, que salvou o Birmingham do rebaixamento à League One.

#### 2014–15

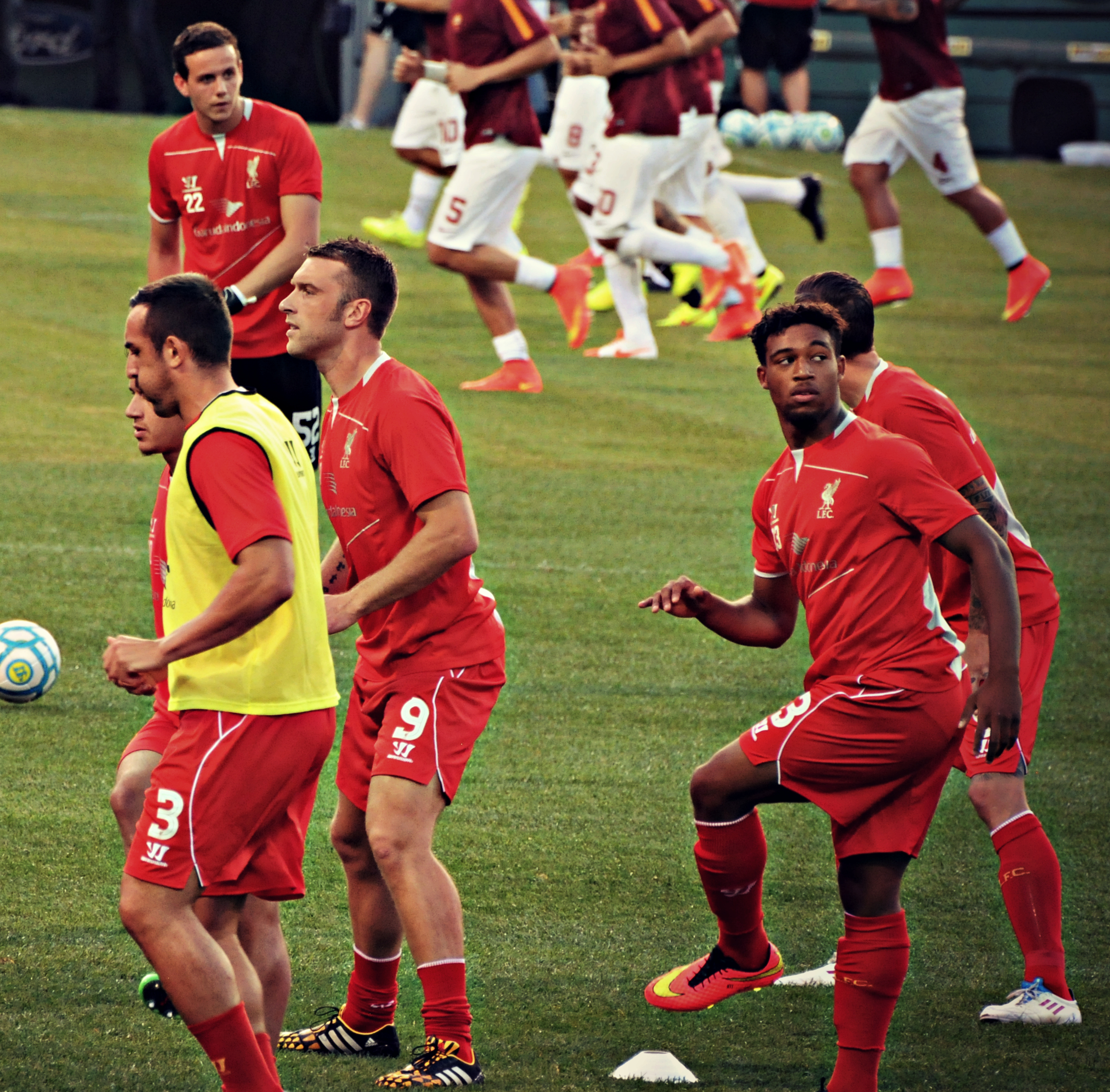
Jordon (direita) pelo Liverpool em 2014

Em 29 de agosto de 2014, Jordon foi emprestado novamente, mas desta vez ao Derby County, por uma temporada. Após marcar cinco gols em 24 jogos (no total) pelo Derby, foi chamado de volta pelo Liverpool em 15 de janeiro. No dia 7 de fevereiro de 2015 fez seu primeiro jogo da Premier League na temporada contra o Everton, no qual marcou um belo gol resultante de um poderoso chute, e ganhou o prêmio de Man of The Match.
No dia 21 de maio de 2015, assinou um novo contrato de longa duração com o Liverpool.

#### 2015–16
Ibe foi selecionado no onze inicial para a primeira partida do Liverpool na Premier League de 2015–16, um jogo contra o Stoke City que terminou com vitória de 1 a 0. Em 5 de novembro de 2015, marcou seu primeiro gol pelo clube pela Liga Europa da UEFA, no jogo contra o Rubin Kazan, a partir de uma assistência de Roberto Firmino.

## Carreira internacional
No dia 24 de outubro de 2012, Jordon fez seu primeiro jogo pela seleção nacional no escalão sub-18, jogando 69 minutos na vitória por 2 a 0 contra a Itália. No dia 5 de setembro de 2013, fez sua estreia pelo sub-19 no triunfo por 6 a 1 contra a Estônia, e foi um dos marcadores. Em 24 de maio de 2014, marcou um hat-trick na vitória por 6 a 0 contra Montenegro pelas eliminatórias da UEFA Euro 2014 Sub-19. No começo da temporada 2013–14, fez seu primeiro jogo pela seleção sub-20, jogando 90 minutos na vitória por 6 a 0 contra a Romênia.
No dia 25 de agosto de 2015, recebeu sua primeira convocação para a seleção sub-21.
Ibe é elegível para jogar pela Nigéria por seu pai David Ibe ser nascido no país; a Federação Nigeriana de Futebol confirmou em fevereiro de 2015 que estavam o monitorando e procurariam tentar convencê-lo a mudar sua decisão de representação internacional. No dia 5 de agosto de 2015, o então técnico da seleção nigeriana Sunday Oliseh fez um apelo pessoal a Jordon numa tentativa de persuadi-lo a mudar sua alegação, no entanto as notícias do dia seguinte sugeriram que Jordon estava determinado a permanecer com sua decisão prévia. No dia 13 de setembro de 2015, sua decisão de permanecer representando a Inglaterra até o futuro foi confirmada.